# Andréi Kurniavka
Andréi Petróvich Kurniavka –en ruso, Андрей Петрович Курнявка– (Frunze, URSS, 4 de mayo de 1968) es un deportista soviético de origen kirguís que compitió en boxeo.
Ganó dos medallas en el Campeonato Mundial de Boxeo Aficionado, oro en 1989 y plata en 1991, y una medalla de bronce en el Campeonato Europeo de Boxeo Aficionado de 1989.

## Palmarés internacional
| Campeonato Mundial | Campeonato Mundial | Campeonato Mundial | Campeonato Mundial |
| Año                | Lugar              | Medalla            | Categoría          |
| ------------------ | ------------------ | ------------------ | ------------------ |
| 1989               | Moscú (URSS)       | Medalla de oro     | 75 kg              |
| 1991               | Sídney (Australia) | Medalla de plata   | 81 kg              |
| Campeonato Europeo |                    |                    |                    |
| Año                | Lugar              | Medalla            | Categoría          |
| 1989               | El Pireo (Grecia)  | Medalla de bronce  | 75 kg              |